# La Gouèra
La Gouèra (Berbers: Legwira, Tagwirt), ook geschreven als Lagouira of La Güera en in de Spaanse koloniale tijd geschreven als La Agüera, is een plaats in het uiterste zuiden van de Westelijke Sahara. De plaats ligt op het schiereiland Ras Nouadhibou en grenst aan de Atlantische Oceaan, tegenover de plaats aan de andere zijde van dit schiereiland ligt de Mauritaanse plaats Cansado. De dichtstbijzijnde (ongeveer tien kilometer naar het noorden) redelijk grote stad is Nouadhibou, dat in Mauritanië ligt en de op een na grootste stad van dit land is. La Gouèra is tegenwoordig vrijwel geheel onbewoond en delen zijn bedolven onder zand, er wonen slechts een aantal vissers behorend tot het volk Imraguen. Er is een militaire post van Mauritanië in de plaats en het is de enige plaats in de Westelijke Sahara, die niet onder bestuur staat van Polisario of Marokko (het wordt echter wel door beide opgeëist).
In 1912 werd door Spanje en Frankrijk met de Overeenkomst van Madrid besloten de grens tussen Westelijke Sahara en Mauritanië door het schiereiland Ras Nouadhibou te laten lopen. La Gouèra zelf werd gesticht in 1920 toen de Spanjaarden een luchtmachtbasis op het schiereiland opende (Westelijke Sahara was toentertijd een kolonie van Spanje en Mauritanië een van Frankrijk).